# Диагональный аргумент
Диагональный аргумент (диагональный метод Кантора) — доказательство теоремы Кантора о том, что множество всех подмножеств данного множества имеет бо́льшую мощность, чем само множество. В частности, множество всех подмножеств натурального ряда имеет мощность большую, чем алеф-0, и, значит, не является счётным. Доказательство этого факта основано на следующем диагональном аргументе:

Диагональный аргумент Кантора: Каждое множество записывается как последовательность 0 и 1, где 1 на месте значит, что является элементом множества. Красным выделена последовательность на диагонали. Последовательность является дополнением этой последовательности:. Тогда отличается от всех хотя бы в одном месте (а именно — в месте).

Пусть есть взаимнооднозначное соответствие, которое каждому элементу {\displaystyle x} множества {\displaystyle X} ставит в соответствие подмножество {\displaystyle s_{x}} множества {\displaystyle X.} Пусть {\displaystyle d} будет множеством, состоящим из элементов {\displaystyle x} таких, что {\displaystyle x\in s_{x}} (диагональное множество). Тогда дополнение этого множества {\displaystyle s={\overline {d}}} не может быть ни одним из {\displaystyle s_{x}.} А следовательно, соответствие было не взаимнооднозначным.
Кантор использовал диагональный аргумент при доказательстве несчётности действительных чисел в 1891 году. (Это не первое его доказательство несчётности действительных чисел, но наиболее простое).
Диагональный аргумент использовался во многих областях математики. Так, например, он является центральным аргументом в теореме Гёделя о неполноте, в доказательстве существования неразрешимого перечислимого множества и, в частности, в доказательстве неразрешимости проблемы остановки.